# Зубак (потік)
Зубак (словац. Zubák) — річка в Словаччині; ліва притока Ледниці. Протікає в окрузі Пухов.
Довжина — 15.3 км. Витікає в масиві Білі Карпати на висоті 750 метрів.
Протікає територією сіл Зубак і Горна Брезница. Впадає у Ледницю на висоті 309 метрів.